# Кривая Берёза (Минская область)
Кривая Берёза (бел. Крыва́я Бяро́за) — деревня в Смолевичском районе Минской области Республики Беларусь. Входит в состав Усяжского сельсовета.

## География

### Расположение
В 6 километрах на север от железнодорожной станции Смолевичи (на линии Минск — Орша), в 40 километрах от Минска.

## История
Название получила от урочища. Известна с начала XX века как помещичья усадьба в составе Смолевичской волости Борисовского уезда Минской губернии. В 1921 году — бывшее имение, в Юрьевской волости. С 20 августа 1924 года — посёлок в составе Смолевичского сельсовета Смолевичского района Минского округа (до 26 июля 1930 года), с 20 февраля 1938 года — в Минской области. В конце июня 1941 года оккупирована немецко-фашистскими захватчиками. Во время Великой Отечественной войны 2 местных жителя погибли на фронте, 3 — от гитлеровцев, ещё трое — в партизанской борьбе. Освобождена в начале июля 1944 года. С 25 декабря 1962 года — в Минском районе, с 6 января 1965 года — в Смолевичском. С 10 февраля 1977 года — в Усяжском сельсовете. В 1988 году — в составе Смолевичского районного агропромышленного объединения.

## Инфраструктура
По состоянию на 2013 год в деревне расположены ОАО «Смолевичский райагросервис», кафе, библиотека, детский сад, магазин.

## Население

### Численность
- 2019 год — 857 жителей.

### Динамика
- Начало XX века — 50 жителей.
- 1921 год — 20 дворов, 53 жителя.
- 1924 год — 49 хозяйств, 272 жителя.
- 1959 год — 59 жителей.
- 1988 год — 210 хозяйств, 580 жителей.
- 1996 год — 274 двора, 763 жителя.
- 2013 год — 286 дворов, 807 жителей.